# Ugle Herred
Ugle Herred (tysk Uggelharde) er et område i Slesvig syd for Flensborg .
Indtil krigen i 1864 var herredet dansk, derefter blev området tysk. En del af herredet udgør overgangsområdet mellem gesten og bakkelandskabet i Angel (→Lusangel).
Ugle Herred hørte i middelalderen til Istedsyssel. Senere kom det under Flensborg Amt. Området ligger nu i kreds Slesvig-Flensborg i delstaten Slesvig-Holsten (Sydslesvig). Ugle Herred blev allerede nævnt i kong Valdemars Jordebog i 1231 som Vgglæhæreth. Herredet skulle yde 20 mark rent sølv. Samme med Bistoft i Store Solt Sogn var der 40 mark guld. Ugle Herreds våbenbillede er en ugle.
Herredskirken var formodentlig Eggebæk, herredtinget holdtes i en lille bondegård ved navn Tinghøj (ty. Tinghoe) ved Frørup Bjerge tæt på Oversø, senere i Smedeby Skovkro. Tidligere hørte også Bollingsted til herredet, ligeledes Langsted, Hostrup og Bistoft. Herredet deles historisk i de 4 trinter (fjerdinger) (Store) Solt, Oversø, Siversted og Jørl.
I herredet lå følgende sogne eller dele af sogne:
- Eggebæk Sogn
- Jørl Sogn (også Hjørdel Sogn)
- Lille Solt Sogn
- Oversø Sogn
- Siversted Sogn
- Store Solt Sogn